# Dobrodružství Andráse Jelkyho

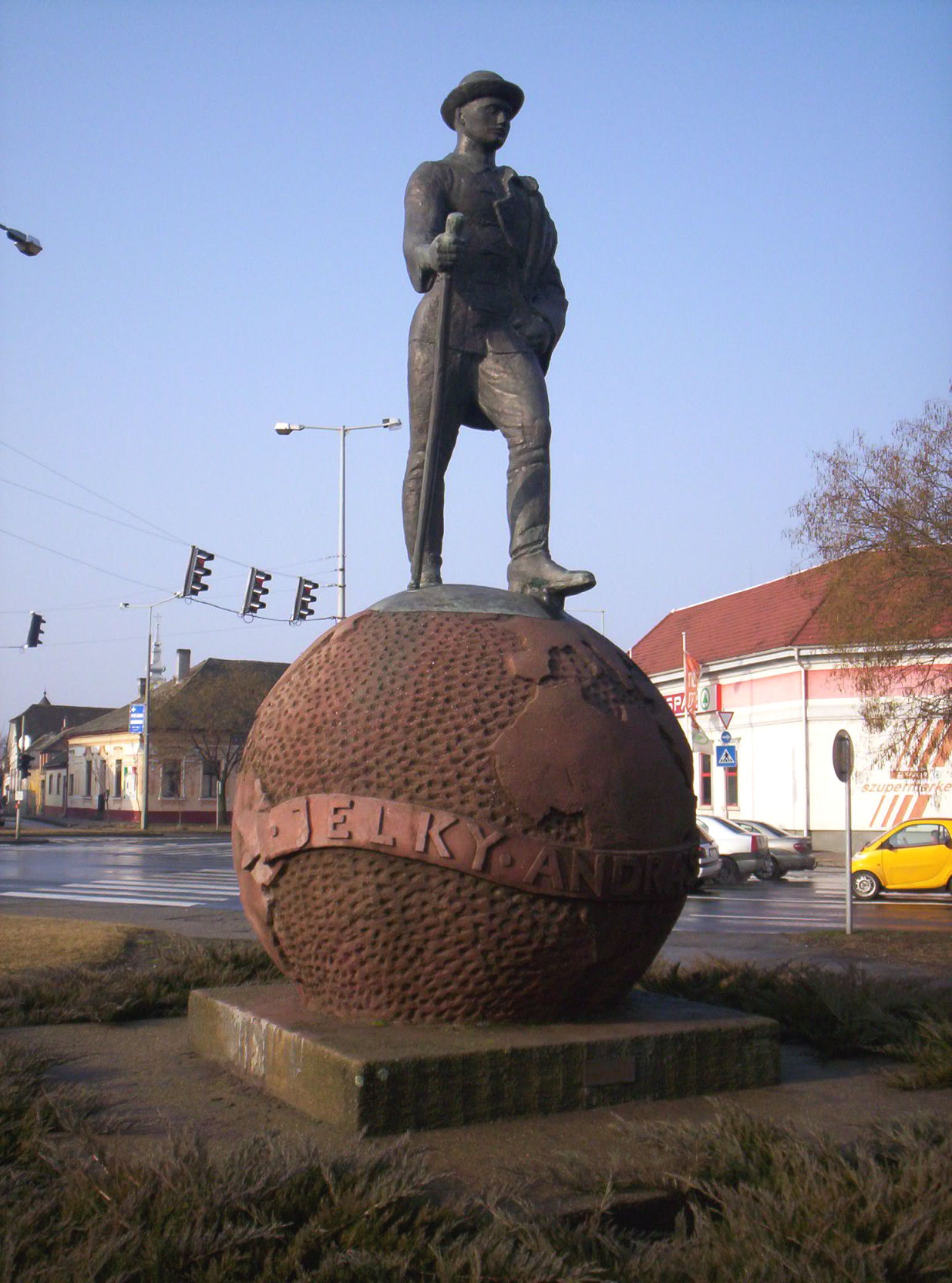
Socha Andráse Jelkyho v Baje.

Dobrodružství Andráse Jelkyho je dobrodružný historický román rakousko-uherského spisovatele Lajose Hevesiho. Kniha vyšla poprvé roku 1872 maďarsky s názvem Jelky András bajai fiú rendkívüli kalandjai ötödfél világrészben, definitivní verze z roku 1875 je v němčině (Des Schneidergesellen Andreas Jelky Abenteuer in vier Welttheilen).  
Hlavním hrdinou románu je skutečná historická osobnost, maďarský cestovatel a dobrodruh András Jelky (1730–1783). Jeho cestopis o dobrodružné cestě kolem světa, který se stal základem pro Hevesiho knihu, vyšel poprvé v němčině v roce 1779 a v roce 1791 v maďarštině.
Román je napsán svižným stylem, dobrodružství stíhá dobrodružství. Na několika málo stránkách najdeme téměř vždy mnoho událostí, ve kterých jde buď přímo o život, nebo alespoň o svobodu hlavního hrdiny.

## Obsah román
Mladý krejčí András Jelky, žijící v maďarském městečku Baje, touží po zdokonalení se ve svém řemesle a po poznání cizích zemí. Proto odchází roku 1754 od svých rodičů a pracuje po nějakou dobu u svého bratra, dvorního krejčího ve Vídni. To mu však nestačí a bratr ho proto posílá do jednoho z předních krejčovských salónů v Paříži.  
Cesta však nedopadne tak, jak si András představoval. V bavorském městě Aschaffenburg se mu sice podaří v nůši starší ženy uniknout pruským verbířům, ale v hesenském městě Hanau je zatčen, protože hesenský hrabě, který potřebuje peníze, prodává mladé vandrovníky anglickému králi za čtyřicet tolarů pro jeho kolonie v Americe. Podaří se mu uprchnout skokem z mostu do řeky a posléze se dostane do Rotterdamu. Zde je však lstivě vylákán na holandskou námořní loď, kde je uvězněn, aby byl odvezen na práci do Holandské východní Indie.
Loď brzy vypluje, ale poblíž města Calais narazí v bouři na skálu a potopí se. András se udrží nad vodou díky trámu ze ztroskotané lodi a nakonec ho zachrání anglická rybářská bárka. Když se chce z Anglie dostat zpět do Francie, nastoupí omylem na loď plující do Surinamu.
Po sedmi měsících služby na lodi, kdy se živil se jako krejčí plachet, požádá kapitána o svou mzdu. Tem ho místo toho, aby mu zaplatil, vysadí v Lisabonu, zničeném před rokem zemětřesením. Zde si András najde práci na lodi plující na Maltu. Během plavby je však přepadnou piráti a András je prodán v jednom africkém přístavu do otroctví. Podaří se mu však společně s mladým černochem Zangou uprchnout na člunu.
Po několika dnech, které na člunu stráví bez jídla a pití, je polomrtvé zachrání portugalská plachetnice mířící do Macaa. Zde András musí pracovat jako kuchař u jednoho mandarína a vařit mu například paštiku z chroustů. S pomocí dcery císařského místodržícího se dostane na loď plující do Kantonu, kde je nucen, aby se uživil, vstoupit do holandské armády. S ní se dostane do Batávie, hlavního města ostrova Jáva a celé Holandské východní Indie. Zde si ho oblíbí guvernér holandských kolonií a András je uvolněn z vojenské služby. Usadí se, šije uniformy a dokonce se ožení s dcerou místního obchodníka.
Andráse a jeho manželku však nesnáší guvernérova žena a aby měl guvernér doma klid, jmenuje Andráse roku 1760 poručíkem holandské armády a vyšle jej na Cejlon potlačit řádění domorodých kmenů. Svou misi András plní spíše důvtipem a s využitím pověrčivosti domorodců než silou a je velmi úspěšný. Je proto vyslán s podobným úkolem na Moluky. Zde však na ostrově Ternate upadne se svým vojskem do léčky místních lidojedů, kteří jeho druhy postupně snědí. Andráse zachrání domorodá dívka se svými bratry a všichni uprchnou na blízký opuštěný ostrov. V následných potyčkách s Papuánci je dívka zabita.
Andráse s oběma dívčinými bratry pak zachrání čínská loď a odveze jej zpět do Batávie, kam se vrací pod dvou letech do svého odjezdu na Cejlon. V Batávii se András šťastně shledá se svou ženou, která mu mezitím porodila syna. Guvernér i jeho manželka jej poprosí o odpuštění a pak je András jmenován tajným radou Holandského království. Působí jako velvyslanec na Cejlonu a pak v Japonsku s úkolem navázat diplomatické a obchodní spojení. Narodí se mu dcera.
Když mu roku 1774 zemře manželka, rozhodne se k návratu do vlasti. V květnu roku 1777 přistane jeho loď v Rotterdamu, v říjnu dorazí do Vídně, setká se se svým bratrem a pozdější císař Josef II. mu udělí audienci. Na jaře roku 1778 se konečně navrací do Uher a usadí se v Budíně. Pět let po návratu domů umírá.

## Česká vydání
- Dobrodružství Andráse Jelkyho, Albatros, Praha 1985, z maďarského originálu převyprávěného Jánosem Cziborem přeložil Jan Lichtenstein.